# Exit (Tangerine Dream)
| Recensione | Giudizio |
| ---------- | -------- |
| AllMusic   | [ 1 ]    |

Exit è un album pubblicato nel 1981 dalla band tedesca di musica elettronica Tangerine Dream. Raggiunse la posizione numero 43 nella classifica britannica degli album più venduti dell'anno. Questo fatto non accadeva più dai tempi di Stratosfear del 1976.

## Il disco
Negli anni precedenti di Exit, Edgar Froese si era impegnato per la lotta contro il nucleare nei territori sovietici. Infatti, subito dopo la pubblicazione dell'album in Europa, il gruppo decise di spedire e distribuire gratuitamente alcune migliaia di copie alle popolazioni dell'URSS. Inoltre organizzò un concerto speciale a favore della pace nel Palazzo del Reichstag nella Berlino Ovest, di fronte a 100.000 persone.

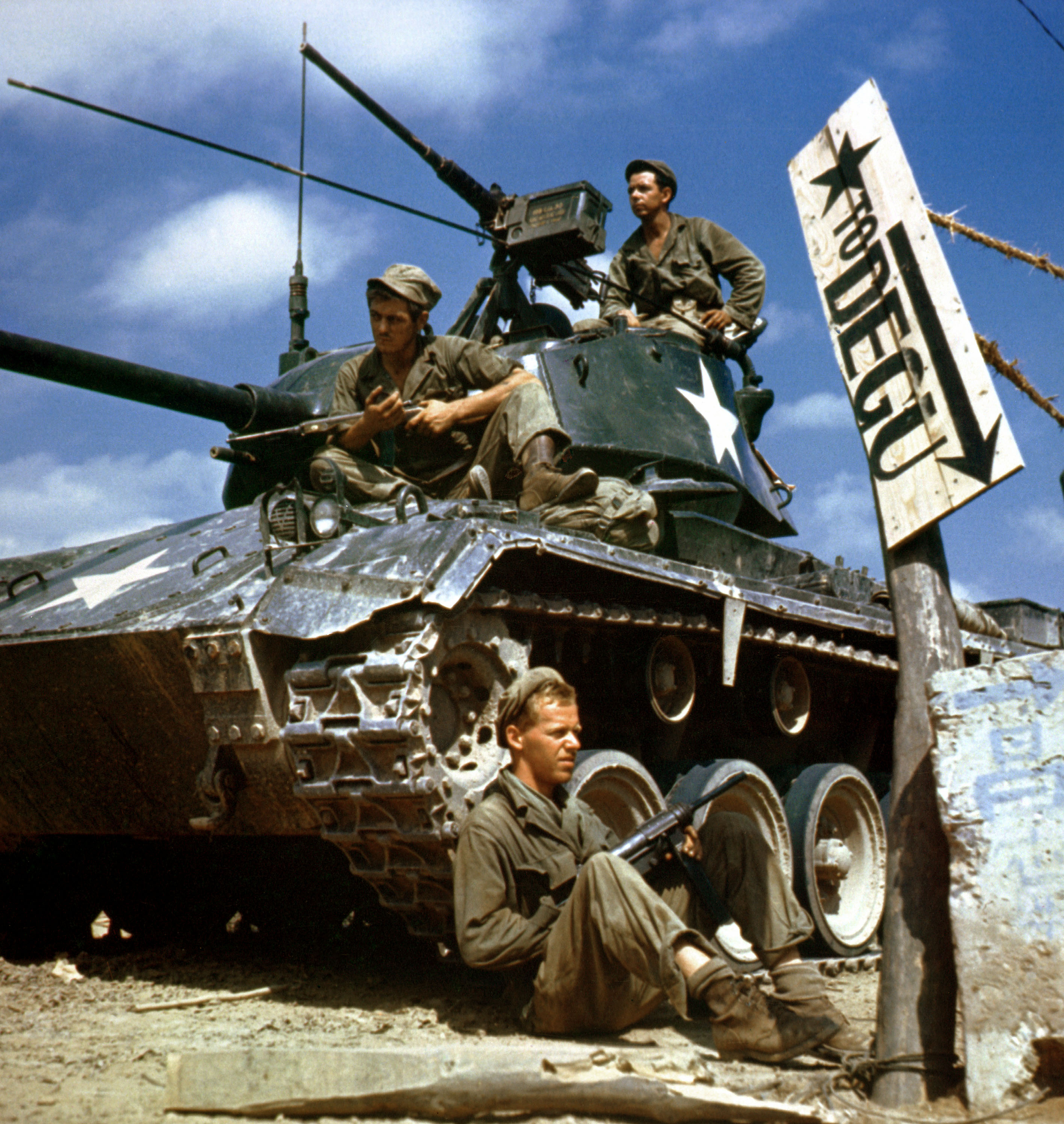
Il tema della Guerra Fredda ispirò i Tangerine Dream per la composizione di Exit

Il titolo di apertura Kiew Mission si caratterizza per la presenza di un'attrice russa (non accreditata sulle note del disco) che recita un testo sulla pace nel mondo e sulla comunicazione. In un comunicato stampa Edgar Froese ha commentato: «Le parole sono rivolte alle persone in Russia. È un messaggio molto spirituale e ci auguriamo che possa migliorare la situazione lì. Se sei in Europa in questo momento si vedrà che tutte le persone parlano della.. Terza Guerra Mondiale. I musicisti come noi possono usare la nostra musica per dire qualcosa di positivo e la speranza passa attraverso il nostro messaggio.»

## Live
Quasi tutte le tracce, tranne Network 23, sono eseguite regolarmente dal gruppo nelle sue esibizioni dal vivo, come è testimoniato nei volumi Tangerine Tree Volume 10: Newcastle 1981, Tangerine Tree Volume 20: Warsaw 1997 e Tangerine Tree Volume 37: Sydney 1982.

## Tracce
1. Kiew Mission – 9:18
2. Pilots of Purple Twilight – 4:19
3. Choronzon – 4:07
4. Exit – 5:33
5. Network 23 – 4:55
6. Remote Viewing – 8:20

## Formazione
- Edgar Froese – sequencer, ARP Odissey, chitarra elettrica
- Christopher Franke – Roland TR-808 Rhythm, Oberheim OB-X, percussioni elettroniche.
- Johannes Schmoelling – piano elettrico, minimoog

## Crediti
Composto, suonato e prodotto da Chris Franke, Edgar Froese e Johannes Schmoelling.
Registrato tra giugno e luglio del 1981.
Ingegnere del suono : Dieter Dierks.
Disegno di copertina: Monika Froese